# 税務調査
税務調査（ぜいむちょうさ）とは、徴税機関が納税者の申告内容を帳簿などで確認し、誤りがあれば是正を求める一連の調査手続をいう。税務調査は主に国税庁及びその地方支分部局である国税局・国税事務所・税務署や税関により行われている。

## 概要
|                                                    |            | 件数   | 申告漏れ件 | 申告漏れ 所得額         | 追徴税額            |
| -------------------------------------------------- | ---------- | ------ | ---------- | ----------------------- | ------------------- |
| 申告所得税                                         | 申告所得税 | 68千件 | 56千件     | 5,008億円 （739万円）   | 742億円 （110万円） |
| 法人税                                             | 法人税     | 95千件 | 70千件     | 8,232億円 （866万円）   | 1,707億円           |
| 消費税                                             | 個人       | 36千件 | 29千件     | -                       | 186億円 （52万円）  |
| 消費税                                             | 法人       | 91千件 | 52千件     | -                       | 452億円 （49万円）  |
| 相続税                                             | 相続税     | 12千件 | 10千件     | 3,296億円 （2,657万円） | 670億円 （540万円） |
| 2014年（平成26年）事務年度 かっこ内は1件当たり金額 |            |        |            |                         |                     |

日本の所得税、法人税、相続税を始めとする国税の多くでは、納税者自身が管轄の税務署へ所得などの申告を行って税額を確定させ、この税額を自ら納付する申告納税制度が採られている。しかし、自ら申告する以上、その内容や税額に誤りが生じたり、悪質な納税者による虚偽の申告により不当に納税を免れられる恐れがある。日本の国税庁の文書では、「このような誤った申告が横行し、納税者間に課税の不公平感が生じないよう、国税庁およびその管轄組織により、納税義務が適正に果たされていないと認められる納税者に対して、その誤りを正すために行われる」とされる。
調査対象の納税者は、KSKシステム（国税総合管理システム）を活用して、データベースに蓄積された所得税や法人税の申告内容、各種資料情報・事前の情報収集などを基に、業種・業態や事業規模などの観点を踏まえて、さらに最終的には国税調査官の長年の調査経験等により培われた選定眼により、悪質かつ多額不正を行っていると想定される納税者を中心に選定されている。調査の端緒としては国税局や税務署に寄せられる電話や投書による情報提供、警察からの課税通報などが挙げられる。
調査の下準備を行った上で、納税者に文書提出や電話、来署を求めて申告の是正を行うほか、調査対象となる納税者の活動拠点に出向いて日々の取引が記帳された帳簿書類などを調査する「実地調査」、納税者の取引状況を確認すべく取引先を調査する「反面調査」、納税者の資産状況や取引状況を知るために取引銀行を調査する「銀行調査」を、それぞれ実施している。
実地調査では、国税調査官らは、写真入り身分証明書を携帯し、納税者等からの請求があったときは、これを提示しなければならないとされている。
原則として、納税者本人の立ち会いの下に行われるが、必要に応じて関与税理士等の有資格者を立ち会わせることができる
。
税務調査において、その申告内容に誤りが認められた場合は、不足していた申告所得税や法人税などの追徴本税額に加え、その内容や状況に応じて、原則として過少申告加算税、無申告加算税や重加算税等が付帯して課される。。
さらに、延滞利息的なものとして、延滞税の納付が必要となる。
2023年、国税庁は企業の税務調査へICT・AI技術を利活用し、追徴税額は過去最高となり、3,500億円を超えている。2024年は所得税に関する税務調査を60万件行い、申告不備が31万1264件、9964億円となっている。すなわち、税務調査2件に1件の割合で申告不備が指摘されている。これらの申告漏れは、国税庁のAI利用に伴い、的確に把握され、追徴課税となっている。AIは学習を進化させることができ、申告者の不備をただし、公平な課税を行われている。申告者側の対策としては、人間が申告書を作成することで生じるミスをなくす（クラウド会計ソフトの利活用）が必要である。

## 調査方式
| 着手件                                         | 処理件 | 告発件 | 脱税額               | 脱税額               |
| 着手件                                         | 処理件 | 告発件 | 総額                 | 告発分               |
| ---------------------------------------------- | ------ | ------ | -------------------- | -------------------- |
| 189件                                          | 181件  | 115件  | 138億円 （76百万円） | 112億円 （97百万円） |
| 2015年（平成27年）年度 かっこ内は1件当たり金額 |        |        |                      |                      |

### 強制調査
国税犯則取締法に則り、「マルサ」で知られる国税局査察部（調査査察部）が、脱税の疑われる納税者に対して、裁判所の令状を得て強制的に行う調査をいう。納税に関する資料を押収できる権限を有し、納税者はこの調査を拒絶できない。なお、犯則調査による質問に対して、査察官は納税者に対し黙秘権を告知する義務はないが、犯則調査に関しては黙秘権は保障されている。脱税行為が証拠上特定されれば検察庁に告発され、その場合には刑事事件として処理される事となる。ただし、概ね脱税額が1億円を超え、かつ悪質な仮装隠蔽工作がなされたと想定される事案に限られる。
概ね年間200件前後の調査について着手、処理されている。経費を不当に計上した手口が多く、近年ではタックス・ヘイヴンや、国際取引を利用した事例も見られる。脱税で得た資金は、現金、預貯金または有価証券や金地金として隠匿されているものがほとんど。なお、国税査察官より検察官に告発され、2010年（平成22年）度中に一審判決が言い渡された事件は152件で、すべてに有罪判決が出されている。

### 任意調査
強制調査とは異なり、国税通則法第34条の6第3項の規定に則って、国税局調査部、管轄税務署の調査官、国税局資料調査課の実査官（以下、「当該職員」という）により納税者の同意の下で行われる調査をいう。一般的な税務調査のほとんどは、この任意調査である。同項に定める通り、当該職員は税金に関する質問を納税者に行える「質問検査権」を有しており、納税者にはこの質問に対し黙秘する権利は認められておらず、虚偽の陳述や不答弁等の場合には罰則規定が設けられている。
。
調査を拒否しても全く罰則規定がない、いわゆる純粋な任意調査ではなく、正当な理由がなく拒絶した場合に懲役・罰金を受けることから、「間接強制調査」とも言われている。
任意調査（間接強制調査）が実施される際には、納税者または税理士等の有資格者あてに、電話または文書で1週間以上前に事前通知されるのが一般的である。なお、示された日程について都合が悪ければ、日程の変更を求めることができる。ただし、現金で商売を行う事業者に対してなど、ありのままの事業実態などの確認を行う必要がある場合には、事前通知なく抜き打ちで調査することが認められている。この事前通知は、所得税の調査で約8割、法人税の調査で約9割実施されている。

## 規模
管轄税務署の当該職員が行う一般的な任意調査の多くは、1名ないし2名で1週間にわたって行われる。一方、現金商売を営む事業者に対し、事前通知なしに調査を行う際には、4、5名で調査に当たるのが一般的である。国税局が直接管轄する調査では、調査範囲が大きいため、5名以上でチームが構成され、1週間以上かけて実施される。税務調査を受ける納税者は、税務調査にくる税務職員の職歴(所属情報）について事前に知ることができる。

## 主要な着目点

### 事業者を対象としたもの
税務調査で指摘される課税漏れの原因は、大きく「売上除外」「棚卸除外」「経費の仮装」に集約される。これらにていて、隠蔽又は仮装があったかどうかを判別することが、調査のポイントとなる。申告に当たって隠蔽又は仮装が行われた事実が判明した場合には、国税通則法第68条第2項、第3項に定める重加算税の対象となる

。
現金管理状況
金銭出納帳と実際の現金残高があっているか。どんぶり勘定をしていないか。
資金の流れと管理状況
どのような取引先からどのような方法で受発注し、納品、決済しているか。
売上繰延べ
本来はその期の売上であるのに、翌期の売上ということにしていないか。
自家消費分の計上漏れ
自家用に使える商品を消費した場合、その分の売上計上が漏れていないか。
棚卸計上漏れ
棚卸在庫を過小に見積もっていないか。そのために帳票類をごまかしていないか。
帳票類の整合性
見積書、請求書、納品書、領収証がすべて揃っているか。不自然な日付や金額の記載はないか。
修繕費と資本的支出との区分
多額の修繕費が計上されている場合、「原状回復」を超えて対象物の価値が増していないか。
私的費用の経費計上
事業と関係のない、代表者の私的な費用を経費計上していないか。
代表者による不正蓄財
代表者が、本人または家族の名義で不正な蓄財を行っていないか。
人件費の管理状況
従業員の源泉徴収漏れはないか。架空の人件費計上はないか。
消費税の課税仕入と非課税仕入・不課税仕入の混同
計上された課税仕入額に非課税・不課税分が含まれていないか。
消費税の不正還付
虚偽の申告により、不正に消費税の還付金を受けていないか。
収入印紙の未貼付
収入印紙の貼り忘れ、使い回し、模造等によって、印紙税の未納付がないか。

## 結末
調査の結果、申告内容に間違いがあり、追加に納税をしなければならないとき、修正申告の場合には申告書を提出した日が、更正・決定の場合には更正通知書を発した日から1か月後の日が納期限となる。また、加算税（過少申告加算税、無申告加算税、不納付加算税、重加算税）の賦課決定処分を受ける場合がほとんどである。併せて延滞税の納付を要することに注意しなければならない。更に、青色申告の承認の取消処分を受ける場合もある。

### 申告是認
納税者の申告内容に間違いがなかったことをいう。特段の指導事項もなかった際には、納税者に対して「調査結果についてのお知らせ」という書面が送付される。申告誤りなどには至らないものの、今後の申告や帳簿書類の備付け、記録、保存に関して指導事項がある際には、その旨の説明や指導が行われた後に、税務調査の終了が明確に伝えられる。かつては納税者に対して「申告是認」の通知書を送っていた。

### 修正申告
当該職員より指摘を受け、納税者が自発的に申告を修正することをいう。税務調査において申告内容に誤りが認められた場合、納税者に申告の誤りの内容などについて、当該職員より説明される。この際には、申告内容の誤りを是正するための修正申告を勧められるのが一般的である。仮にその指摘に不服があったとしても、修正申告を出してしまった場合は、原則として後から不服の申し立てをすることはできない。

### 更正・決定
納税者が修正申告書を提出しない場合に、税務署長が職権で納税者の申告内容を改め、正しい課税標準・税額等及び追徴本税額を通知する処分をいう。納税者宛てに「更正通知書」または「決定通知書」が送付される。納税者はこの処分に不服であれば、税務署長あての再調査の請求、或いは、国税不服審判所に審査請求をすることができる。。

### 加算税賦課決定
税務調査の結果、追徴本税額が生じた場合、追徴本税額に加え、ペナルティーとして加算税（過小申告加算税、無申告加算税、不納付加算税、重加算税のいずれか。）または過怠税（印紙税の場合）を追加納付する義務が生ずることがほとんどである。その場合、納税者宛てに「加算税賦課決定通知書」、「過怠税賦課決定通知書」が送付される。

### 青色申告の承認の取消し
税務調査の結果、調査対象者の納税者が、その作成した帳簿書類に、取引の全部又は一部を隠ぺいし又は仮装して記載し又は記録し、その他その記載又は記録をした事項の全体についてその真実性を疑うに足りる相当の理由があると税務署長が認定した場合等には、追徴課税、附帯税の賦課決定に加え、申告所得税、法人税の申告について、青色申告の承認の取消処分を税務署長から受ける場合がある

。
その場合、取消処分以後、各種の租税特別措置（税額優遇）等の制度を受けられなくなる。

## 権利救済手続

### 再調査の請求
税務署長等が行った処分に不服があるときは、原則として、処分の通知を受けた日の翌日から3か月以内に、税務署長等に対して不服の申立て（再調査の請求）をすることができる。

### 審査請求
税務署長等が行った処分に不服があるときは、再調査の請求をせず、直接国税不服審判所長に対して不服の申立て（審査請求）をすることができる。原則として、処分の通知を受けた日の翌日から3か月以内に、再調査の請求を経てから行う場合には再調査決定書謄本の送達を受けた日の翌日から1か月以内に行う。

### 訴訟
国税不服審判所長の裁決があった後の処分に、なお不服があるときには、その裁決があったことを知った日の翌日から6か月以内に、裁判所に訴訟を提起できる。

## 税務調査を大きく扱った作品
- マルサの女（1987年、日本映画）
- マルサの女2（1988年、日本映画）
- チェイス〜国税査察官〜（2010年、NHKドラマ）